# Julià Guillamon

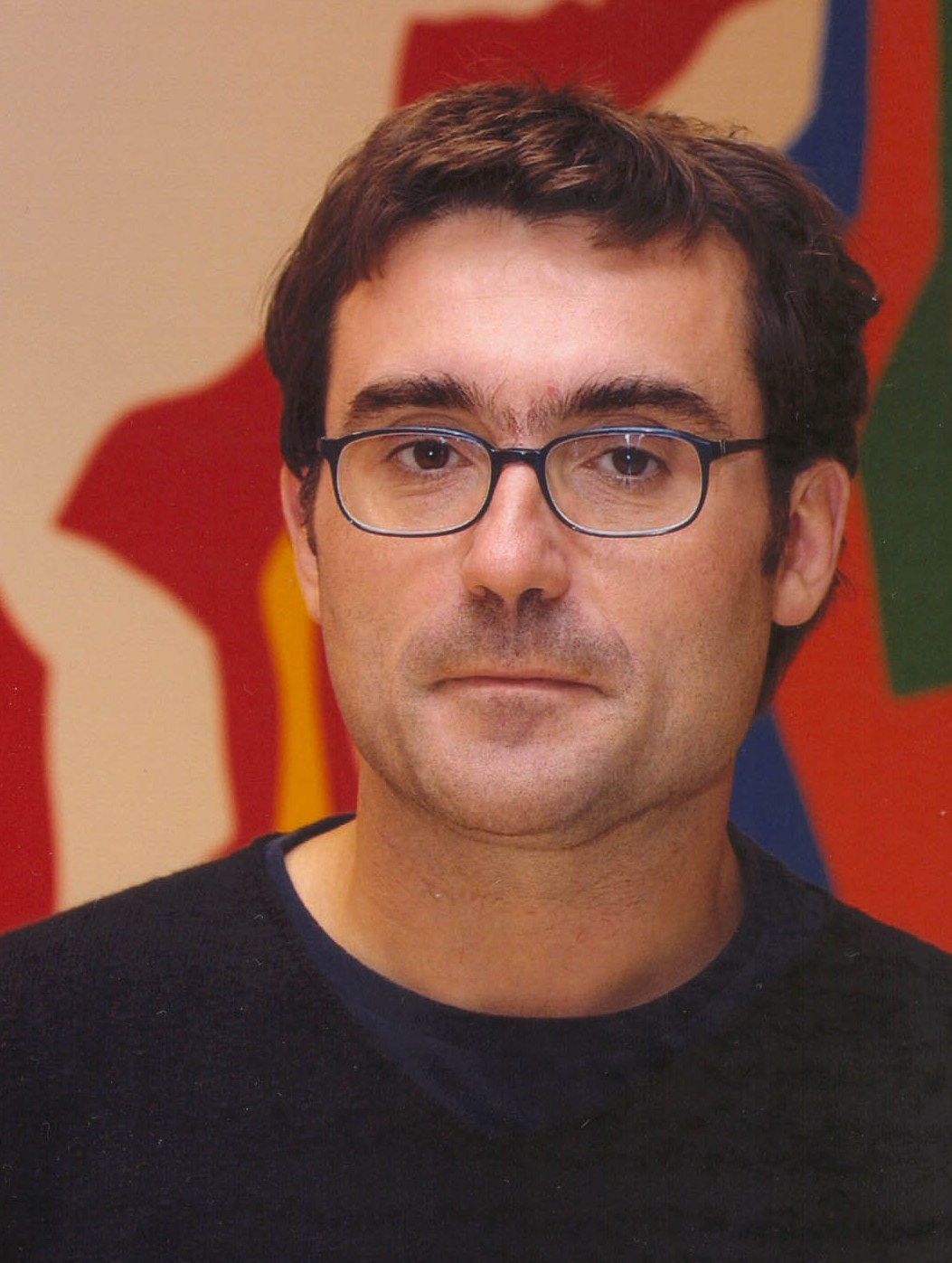
Julià Guillamon

Julià Guillamon (* 1962 in Barcelona) ist ein katalanischer Literaturkritiker und Schriftsteller.
Er studierte katalanische Philologie an der Universität Barcelona. Seit 1994 veröffentlicht er wöchentlich seine Kritiken in der Tageszeitung La Vanguardia. Als Essayist hat er das literarische Erscheinungsbild von Barcelona zwischen den 1970er Jahren und den Olympischen Sommerspielen 1992 behandelt. Guillamon ist als Kurator verschiedener Literaturausstellungen tätig gewesen. Eines seiner Projekte, Literatures de l’exili (Literatur aus dem Exil), wurde in Barcelona, in Buenos Aires, in Santiago de Chile, in Mexiko-Stadt und in Santo Domingo der Dominikanischen Republik ausgestellt. Er wurde mit dem Kritikerpreis Serra d’Or für Essay (2002) und mit dem Octavi Pellissa-Preis (2006) geehrt.

## Werk
- 1989: Joan Perucho i la literatura fantàstica ISBN 84-297-2886-4.
- 1991: La fàbrica de fred ISBN 84-7596-325-0.
- 2001: La ciutat interrompuda. De la contracultura a la Barcelona postolímpica ISBN 84-8264-332-0.
- 2008: Uh, Gabirú ISBN 978-84-9787-319-2.
- 2008: El dia revolt. Literatura catalana de l'exili. Ciutat de Barcelona-Preis für Essay (2008). Lletra d'Or-Preis (2009). ISBN 978-84-9787-340-6.
- 2009: Monzó: Com triomfar a la vida ISBN 978-84-8109-847-1.
- 2011 La Mòravia ISBN 978-84-8109-930-0.